# Хэ Чун
Хэ Чун (кит. упр. 何冲, пиньинь Hé Chōng, род. 10 июня 1987 года) — китайский прыгун в воду, олимпийский чемпион и чемпион мира.

## Биография
Хэ Чун родился 10 июня 1987 года в Чжаньцзяне провинции Гуандун. Прыжками в воду начал заниматься с 6 лет, в 14 лет вошёл в национальную сборную, но вскоре покинул её. В 2004 году вернулся в сборную и с 2005 года стал завоёвывать высшие награды международных турниров.